# Орден Трьох зірок
О́рден Трьох зірок (латис. Triju Zvaigžņu ordenis) — вища державна нагорода Латвійської Республіки.
Орден вперше було започатковано 24 березня 1924 року на відзнаку створення Латвійської держави 18 листопада 1918 року.
Орден було заново започатковано 1994 року після відновлення незалежності Латвії.
Орденом Трьох зірок нагороджують за заслуги у громадській, культурній, науковій, спортивній та господарській діяльності.

## Опис

### Ступені ордена Трьох зірок
1. Орден «Трьох зірок» має п'ять основних ступенів і три ступені медалі:
1. П'ять основних ступенів — 1-й, 2-й, 3-й, 4-й та 5-й ступені
2. три ступені медалі — золота, срібна та бронзова медалі ордена Трьох зірок.

### Елементи художнього оформлення знаку ордена, ланцюга та зірки
Знак ордена є золотим восьмикутним мальтійським хрестом, вкритим білою емаллю із золотими кульками на кінцях та пучками променів між поперечками. В центрі медальйон синьої емалі з золотим кантом, на якому зображено три золоті п'ятикутнпроменеві зірки, розташовані трикутником. Золотий кант прикрашено геометричним узором.
Реверс знаку аналогічний до аверсу за винятком центрального медальйону: в центрі в чотири рядки напис «LATVIJAS REPUBLIKA 1918 G. 18 NOVEMBRIS» («Латвійська республіка 1918 рік 18 листопада»); кантом напис «PER ASPERA AD ASTRA». Внизу п'ятипроменева зірка.
Зірка ордена — срібна десятипроменева, де п'ять променів більші за інші. В центрі медальйон синьої емалі з трьома золотими п'ятипроменевкутними зірками, розташованими трикутником. Медальйон оточує золотий кант із написом: «PAR TEVIJU» («За вітчизну»), який у свою чергу оточений дубовим вінцем.

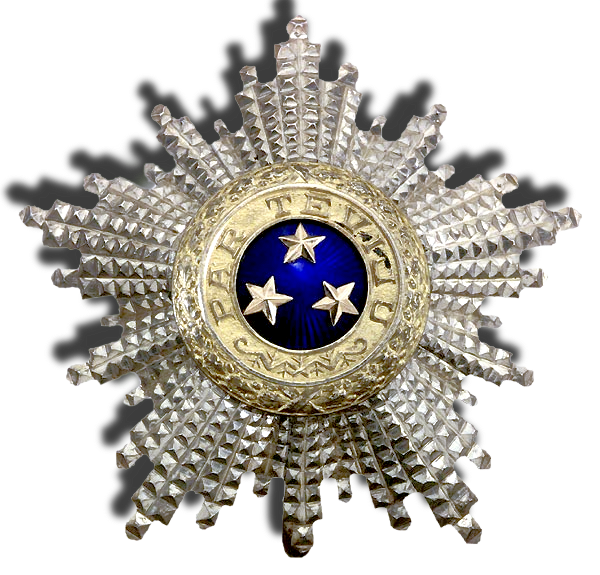
Зірка ордена

## Знаки ордена
| 1-й ступінь ордена, з ланцюгом             | 1-й ступінь ордена                         | 1-й ступінь ордена, для нагородження жінок |
| ------------------------------------------ | ------------------------------------------ | ------------------------------------------ |
|                                            |                                            |                                            |
|                                            |                                            |                                            |
| 2-й ступінь ордена                         | 2-й ступінь ордена, для нагородження жінок | 3-й ступінь ордена                         |
|                                            |                                            |                                            |
|                                            |                                            |                                            |
| 3-й ступінь ордена, для нагородження жінок | 4-й ступінь ордена                         | 5-й ступінь ордена                         |
|                                            |                                            |                                            |
|                                            |                                            |                                            |

## Відомі нагороджені
- Яніс Рубертс — ректор Латвійського університету у 1923—1925 роках.
- Раймондс Вілде — латвійський волейболіст, волейбольний тренер.
- Ренарс Кауперс — лідер і вокаліст латиського рок-гурту «Brainstorm».
- Георгій Пирванов — колишній президент Болгарії.
- Збіґнєв Бжезінський — американський політичний діяч.
- Маргарита Старасте — латвійська письменниця.
- Аусма Скуїня — латвійська архітекторка.
- Олександр Яковлев — російський та радянський політичний та громадський діяч.